# Bretagne Classic de 2019
A 83.ª edição da clássica ciclista Bretagne Classic foi uma corrida na França que se celebrou a 1 de setembro de 2019 sobre um percurso de 256,9 quilómetros com início e final na cidade de Plouay.
A corrida faz parte do UCI World Tour de 2019, sendo a trigésima quarta competição do calendário de máxima categoria mundial.
A corrida foi ganha pelo corredor belga Sep Vanmarcke da equipa EF Education First, em segundo lugar o belga Tiesj Benoot da Lotto-Soudal e em terceiro lugar o australiano Jack Haig da Mitchelton-Scott.

## Equipas participantes
Tomaram parte na carreira 25 equipas: 18 de categoria UCI World Tour de 2019 convidados pela organização; e 7 de categoria Profissional Continental. Formando assim um pelotão de 172 ciclistas dos que acabaram 90. As equipas participantes foram:
| Equipes WorldTeam (18)- AG2R La Mondiale - Astana - Lotto Soudal - EF Education First - Team Jumbo-Visma - CCC Team - Bahrain-Merida - Bora-hansgrohe - Dimension Data - UAE Team Emirates - Movistar Team - Deceuninck-Quick Step - Mitchelton-Scott - Katusha-Alpecin - Ineos - Groupama-FDJ - Team Sunweb - Trek-Segafredo Equipes profissionais Continentais (7)- Total Direct Énergie - Vital Concept-B&B Hotels - Arkéa-Samsic - Cofidis, Solutions Crédits - Wanty-Groupe Gobert - Delko-Marseille Provence - Israel Cycling Academy |
| |

## Classificações finais
- As classificações finalizaram da seguinte forma:[2]

### Classificação geral
| \| Classificação geral \| Classificação geral \| Classificação geral \| Classificação geral \| Classificação geral \| \| Ciclista \| Ciclista \| Equipe \| Tempo \| \| \| ------------------- \| --------------------- \| --------------------- \| ------------------- \| ------------------- \| \| 1. \| Sep Vanmarcke \| EF Education First \| 6h12m23s \| \| \| 2. \| Tiesj Benoot \| Lotto-Soudal \| + 3s \| \| \| 3. \| Jack Haig \| Mitchelton-Scott \| + 3s \| \| \| 4. \| Michael Valgren \| Dimension Data \| + 20s \| \| \| 5. \| Amund Grøndahl Jansen \| Team Jumbo-Visma \| + 20s \| \| \| 6. \| Greg Van Avermaet \| CCC Team \| + 20s \| \| \| 7. \| Benoît Cosnefroy \| AG2R La Mondiale \| + 20s \| \| \| 8. \| Tim Wellens \| Lotto-Soudal \| + 22s \| \| \| 9. \| Florian Sénéchal \| Deceuninck-Quick Step \| + 28s \| \| \| 10. \| Eduard Prades \| Movistar Team \| + 28s \| \| |                       |                       |          |
| |                       |                       |          |
| Fonte: ProCyclingStats |                       |                       |          |
| Classificação geral |                       |                       |          |
| Ciclista | Ciclista              | Equipe                | Tempo    |
| 1. | Sep Vanmarcke         | EF Education First    | 6h12m23s |
| 2. | Tiesj Benoot          | Lotto-Soudal          | + 3s     |
| 3. | Jack Haig             | Mitchelton-Scott      | + 3s     |
| 4. | Michael Valgren       | Dimension Data        | + 20s    |
| 5. | Amund Grøndahl Jansen | Team Jumbo-Visma      | + 20s    |
| 6. | Greg Van Avermaet     | CCC Team              | + 20s    |
| 7. | Benoît Cosnefroy      | AG2R La Mondiale      | + 20s    |
| 8. | Tim Wellens           | Lotto-Soudal          | + 22s    |
| 9. | Florian Sénéchal      | Deceuninck-Quick Step | + 28s    |
| 10. | Eduard Prades         | Movistar Team         | + 28s    |

## UCI World Ranking
A Bretagne Classic outorgara pontos para o UCI World Ranking para corredores das equipas nas categorias UCI World Team, Profissional Continental e Equipas Continentais. A seguinte tabela são o barómetro de pontuação e os corredores que obtiveram pontos:
| Posição   | 1.º | 2.º | 3.º | 4.º | 5.º | 6.º | 7.º | 8.º | 9.º | 10.º | 11.º | 12.º | 13.º | 14.º | 15.º-20.º | 21.º-30.º | 31.º-50.º | 51.º-55.º | 56.º-60.º |
| Pontuação | 300 | 250 | 215 | 175 | 120 | 115 | 95  | 75  | 60  | 50   | 40   | 35   | 30   | 25   | 20        | 12        | 5         | 2         | 1         |

| Classificação |                       |                       |        |
| Posição       | Ciclista              | Equipa                | Pontos |
| ------------- | --------------------- | --------------------- | ------ |
| 1.º           | Sep Vanmarcke         | EF Education First    | 300    |
| 2.º           | Tiesj Benoot          | Lotto Soudal          | 250    |
| 3.º           | Jack Haig (ciclista)  | Mitchelton-Scott      | 215    |
| 4.º           | Michael Valgren       | Dimension Data        | 175    |
| 5.º           | Amund Grøndahl Jansen | Jumbo-Visma           | 120    |
| 6.º           | Greg Van Avermaet     | CCC                   | 115    |
| 7.º           | Benoît Cosnefroy      | AG2R La Mondiale      | 95     |
| 8.º           | Tim Wellens           | Lotto Soudal          | 75     |
| 9.º           | Florian Sénéchal      | Deceuninck-Quick Step | 60     |
| 10.º          | Eduard Prades         | Movistar              | 50     |

## Lista de Participantes
| AG2R La Mondiale ALM | AG2R La Mondiale ALM         | AG2R La Mondiale ALM |
| -------------------- | ---------------------------- | -------------------- |
| Num                  | Ciclista                     | Pos                  |
| 1                    | Oliver Naesen (BEL)          | 17.                  |
| 2                    | Julien Duval (FRA)           | DNF                  |
| 3                    | Benoît Cosnefroy (FRA)       | 7.                   |
| 4                    | Tony Gallopin (FRA)          | 25.                  |
| 5                    | Alexis Gougeard (FRA)        | DNF                  |
| 6                    | Aurélien Paret-Peintre (FRA) | 80.                  |
| 7                    | Stijn Vandenbergh (BEL)      | DNF                  |

| Astana AST | Astana AST              | Astana AST |
| ---------- | ----------------------- | ---------- |
| Num        | Ciclista                | Pos        |
| 11         | Pello Bilbao (ESP)      | 61.        |
| 12         | Davide Ballerini (ITA)  | DNF        |
| 13         | Laurens De Vreese (BEL) | 81.        |
| 14         | Jan Hirt (CZE)          | DNF        |
| 15         | Merhawi Kudus (ERI)     | DNF        |
| 16         | Jonas Gregaard (DEN)    | DNF        |

| Lotto-Soudal LTS | Lotto-Soudal LTS      | Lotto-Soudal LTS |
| ---------------- | --------------------- | ---------------- |
| Num              | Ciclista              | Pos              |
| 21               | Tiesj Benoot (BEL)    | 2.               |
| 22               | Jasper De Buyst (BEL) | DNF              |
| 23               | Stan Dewulf (BEL)     | 66.              |
| 24               | Maxime Monfort (BEL)  | DNF              |
| 25               | Brent Van Moer (BEL)  | 43.              |
| 26               | Rémy Mertz (BEL)      | DNF              |
| 27               | Tim Wellens (BEL)     | 8.               |

| EF Education First EF1 | EF Education First EF1    | EF Education First EF1 |
| ---------------------- | ------------------------- | ---------------------- |
| Num                    | Ciclista                  | Pos                    |
| 31                     | Matti Breschel (DEN)      | DNF                    |
| 32                     | Simon Clarke (AUS)        | DNF                    |
| 33                     | Tanel Kangert (EST)       | 58.                    |
| 34                     | Luis Villalobos (MEX)     | 78.                    |
| 35                     | Sacha Modolo (ITA)        | DNF                    |
| 36                     | Julius van den Berg (NED) | DNF                    |
| 37                     | Sep Vanmarcke (BEL)       | 1.                     |

| Team Jumbo-Visma TJV | Team Jumbo-Visma TJV                  | Team Jumbo-Visma TJV |
| -------------------- | ------------------------------------- | -------------------- |
| Num                  | Ciclista                              | Pos                  |
| 41                   | Pascal Eenkhoorn (NED)                | 15.                  |
| 42                   | Jos van Emden (NED)                   | DNF                  |
| 43                   | Amund Grøndahl Jansen (NOR) (estrada) | 5.                   |
| 44                   | Tom Leezer (NED)                      | DNF                  |
| 45                   | Danny van Poppel (NED)                | DNF                  |
| 46                   | Floris De Tier (BEL)                  | 30.                  |
| 47                   | Antwan Tolhoek (NED)                  | DNF                  |

| CCC Team CCC | CCC Team CCC                   | CCC Team CCC |
| ------------ | ------------------------------ | ------------ |
| Num          | Ciclista                       | Pos          |
| 51           | Josef Černý (CZE)              | DNF          |
| 52           | Łukasz Owsian (POL)            | 55.          |
| 53           | Michael Schär (SUI)            | 47.          |
| 54           | Laurens ten Dam (NED)          | DNF          |
| 55           | Greg Van Avermaet (BEL)        | 6.           |
| 56           | Guillaume Van Keirsbulck (BEL) | DNF          |
| 57           | Łukasz Wiśniowski (POL)        | 57.          |

| Bahrain-Merida TBM | Bahrain-Merida TBM        | Bahrain-Merida TBM |
| ------------------ | ------------------------- | ------------------ |
| Num                | Ciclista                  | Pos                |
| 61                 | Valerio Agnoli (ITA)      | DNF                |
| 62                 | Grega Bole (SLO)          | DNF                |
| 63                 | Feng Chun-kai (TPE)       | DNF                |
| 64                 | Iván García Cortina (ESP) | 72.                |
| 65                 | Matej Mohorič (SLO)       | 11.                |
| 66                 | Jan Tratnik (SLO)         | DNF                |

| Bora-Hansgrohe BOH | Bora-Hansgrohe BOH             | Bora-Hansgrohe BOH |
| ------------------ | ------------------------------ | ------------------ |
| Num                | Ciclista                       | Pos                |
| 71                 | Erik Baška (SVK)               | DNF                |
| 72                 | Cesare Benedetti (ITA)         | 76.                |
| 73                 | Maciej Bodnar (POL)            | DNF                |
| 74                 | Patrick Konrad (AUT) (estrada) | DNF                |
| 75                 | Oscar Gatto (ITA)              | DNF                |
| 76                 | Christoph Pfingsten (GER)      | 75.                |
| 77                 | Lukas Pöstlberger (AUT)        | 20.                |

| Dimension Data TDD | Dimension Data TDD               | Dimension Data TDD |
| ------------------ | -------------------------------- | ------------------ |
| Num                | Ciclista                         | Pos                |
| 81                 | Michael Valgren (DEN)            | 4.                 |
| 82                 | Danilo Wyss (SUI)                | 49.                |
| 83                 | Jacques Janse van Rensburg (RSA) | DNF                |
| 84                 | Giacomo Nizzolo (ITA)            | DNF                |
| 85                 | Julien Vermote (BEL)             | 82.                |
| 86                 | Roman Kreuziger (CZE)            | 41.                |
| 87                 | Ryan Gibbons (RSA)               | DNF                |

| UAE Team Emirates UAD | UAE Team Emirates UAD   | UAE Team Emirates UAD |
| --------------------- | ----------------------- | --------------------- |
| Num                   | Ciclista                | Pos                   |
| 91                    | Sven Erik Bystrøm (NOR) | 31.                   |
| 92                    | Manuele Mori (ITA)      | DNF                   |
| 93                    | Tom Bohli (SUI)         | DNF                   |
| 94                    | Simone Petilli (ITA)    | 44.                   |
| 95                    | Jasper Philipsen (BEL)  | 36.                   |
| 96                    | Jan Polanc (SLO)        | 39.                   |
| 97                    | Rory Sutherland (AUS)   | 83.                   |

| Movistar Team MOV | Movistar Team MOV             | Movistar Team MOV |
| ----------------- | ----------------------------- | ----------------- |
| Num               | Ciclista                      | Pos               |
| 101               | Carlos Barbero (ESP)          | 60.               |
| 102               | Carlos Alberto Betancur (COL) | 23.               |
| 103               | Héctor Carretero (ESP)        | DNF               |
| 104               | Richard Carapaz (ECU)         | 65.               |
| 105               | Jasha Sütterlin (GER)         | 70.               |
| 106               | Eduard Prades (ESP)           | 10.               |
| 107               | Jürgen Roelandts (BEL)        | DNF               |

| Deceuninck-Quick Step DQT | Deceuninck-Quick Step DQT   | Deceuninck-Quick Step DQT |
| ------------------------- | --------------------------- | ------------------------- |
| Num                       | Ciclista                    | Pos                       |
| 111                       | Petr Vakoč (CZE)            | 86.                       |
| 112                       | Dries Devenyns (BEL)        | DNF                       |
| 113                       | Mikkel Honoré (DEN)         | 48.                       |
| 114                       | Bob Jungels (LUX) (estrada) | 63.                       |
| 115                       | Davide Martinelli (ITA)     | DNF                       |
| 116                       | Florian Sénéchal (FRA)      | 9.                        |
| 117                       | Elia Viviani (ITA)          | 69.                       |

| Mitchelton-Scott MTS | Mitchelton-Scott MTS           | Mitchelton-Scott MTS |
| -------------------- | ------------------------------ | -------------------- |
| Num                  | Ciclista                       | Pos                  |
| 121                  | Alexander Edmondson (AUS)      | 87.                  |
| 122                  | Jack Bauer (NZL)               | 18.                  |
| 123                  | Jack Haig (AUS)                | 3.                   |
| 124                  | Michael Albasini (SUI)         | 37.                  |
| 125                  | Lucas Hamilton (AUS)           | DNF                  |
| 126                  | Matteo Trentin (ITA) (estrada) | 22.                  |
| 127                  | Robert Stannard (AUS)          | 27.                  |

| Total Direct Énergie TDE | Total Direct Énergie TDE | Total Direct Énergie TDE |
| ------------------------ | ------------------------ | ------------------------ |
| Num                      | Ciclista                 | Pos                      |
| 131                      | Thomas Boudat (FRA)      | DNF                      |
| 132                      | Mathieu Burgaudeau (FRA) | 42.                      |
| 133                      | Lilian Calmejane (FRA)   | 19.                      |
| 134                      | Perrig Quéméneur (FRA)   | DNF                      |
| 135                      | Romain Sicard (FRA)      | DNF                      |
| 136                      | Paul Ourselin (FRA)      | 85.                      |
| 137                      | Niki Terpstra (NED)      | 62.                      |

| Katusha-Alpecin TKA | Katusha-Alpecin TKA    | Katusha-Alpecin TKA |
| ------------------- | ---------------------- | ------------------- |
| Num                 | Ciclista               | Pos                 |
| 142                 | Jens Debusschere (BEL) | DNF                 |
| 143                 | Nathan Haas (AUS)      | 29.                 |
| 144                 | Marco Haller (AUT)     | DNF                 |
| 145                 | Mads Würtz (DEN)       | DNF                 |
| 146                 | Rick Zabel (GER)       | DNF                 |
| 147                 | Ilnur Zakarin (RUS)    | 46.                 |

| Vital Concept-B&B Hotels VCB | Vital Concept-B&B Hotels VCB | Vital Concept-B&B Hotels VCB |
| ---------------------------- | ---------------------------- | ---------------------------- |
| Num                          | Ciclista                     | Pos                          |
| 151                          | Bryan Coquard (FRA)          | DNF                          |
| 152                          | Arnaud Courteille (FRA)      | DNF                          |
| 153                          | Cyril Gautier (FRA)          | 21.                          |
| 154                          | Johan Le Bon (FRA)           | DNF                          |
| 155                          | Bert De Backer (BEL)         | DNF                          |
| 156                          | Quentin Pacher (FRA)         | 32.                          |
| 157                          | Kévin Réza (FRA)             | DNF                          |

| Team Ineos INS | Team Ineos INS             | Team Ineos INS |
| -------------- | -------------------------- | -------------- |
| Num            | Ciclista                   | Pos            |
| 161            | Leonardo Basso (ITA)       | 54.            |
| 162            | Filippo Ganna (ITA)        | 68.            |
| 163            | Christian Knees (GER)      | 45.            |
| 164            | Christopher Lawless (GBR)  | DNF            |
| 165            | Michał Gołaś (POL)         | 53.            |
| 166            | Diego Rosa (ITA)           | DNF            |
| 167            | Kristoffer Halvorsen (NOR) | DNF            |

| Groupama-FDJ GFC | Groupama-FDJ GFC        | Groupama-FDJ GFC |
| ---------------- | ----------------------- | ---------------- |
| Num              | Ciclista                | Pos              |
| 171              | William Bonnet (FRA)    | DNF              |
| 172              | Olivier Le Gac (FRA)    | DNF              |
| 173              | Valentin Madouas (FRA)  | 24.              |
| 174              | Rudy Molard (FRA)       | 13.              |
| 175              | Anthony Roux (FRA)      | 38.              |
| 176              | Benoît Vaugrenard (FRA) | DNF              |
| 177              | Arnaud Démare (FRA)     | 34.              |

| Arkéa-Samsic PCB | Arkéa-Samsic PCB               | Arkéa-Samsic PCB |
| ---------------- | ------------------------------ | ---------------- |
| Num              | Ciclista                       | Pos              |
| 181              | Warren Barguil (FRA) (estrada) | 12.              |
| 182              | Anthony Delaplace (FRA)        | 56.              |
| 183              | Romain Le Roux (FRA)           | 79.              |
| 184              | Alan Riou (FRA)                | DNF              |
| 185              | Laurent Pichon (FRA)           | DNF              |
| 186              | Clément Russo (FRA)            | DNF              |
| 187              | Florian Vachon (FRA)           | DNF              |

| Cofidis, Solutions Crédits COF | Cofidis, Solutions Crédits COF | Cofidis, Solutions Crédits COF |
| ------------------------------ | ------------------------------ | ------------------------------ |
| Num                            | Ciclista                       | Pos                            |
| 191                            | Loic Chetout (FRA)             | DNF                            |
| 192                            | Christophe Laporte (FRA)       | DNF                            |
| 193                            | Cyril Lemoine (FRA)            | 26.                            |
| 194                            | Anthony Perez (FRA)            | 67.                            |
| 195                            | Pierre-Luc Périchon (FRA)      | 28.                            |
| 196                            | Marco Mathis (GER)             | DNF                            |
| 197                            | Julien Simon (FRA)             | 52.                            |

| Team Sunweb SUN | Team Sunweb SUN              | Team Sunweb SUN |
| --------------- | ---------------------------- | --------------- |
| Num             | Ciclista                     | Pos             |
| 201             | Asbjørn Kragh Andersen (DEN) | DNF             |
| 202             | Søren Kragh Andersen (DEN)   | DNF             |
| 203             | Jan Bakelants (BEL)          | 40.             |
| 204             | Roy Curvers (NED)            | DNF             |
| 205             | Michael Matthews (AUS)       | 14.             |
| 206             | Joris Nieuwenhuis (NED)      | 88.             |
| 207             | Louis Vervaeke (BEL)         | 73.             |

| Trek-Segafredo TFS | Trek-Segafredo TFS     | Trek-Segafredo TFS |
| ------------------ | ---------------------- | ------------------ |
| Num                | Ciclista               | Pos                |
| 211                | Fumiyuki Beppu (JPN)   | DNF                |
| 212                | Nicola Conci (ITA)     | 64.                |
| 213                | Koen de Kort (NED)     | 89.                |
| 214                | Fabio Felline (ITA)    | DNF                |
| 215                | Alex Frame (NZL)       | DNF                |
| 216                | Matteo Moschetti (ITA) | DNF                |
| 217                | William Clarke (AUS)   | DNF                |

| Wanty-Gobert WGG | Wanty-Gobert WGG       | Wanty-Gobert WGG |
| ---------------- | ---------------------- | ---------------- |
| Num              | Ciclista               | Pos              |
| 221              | Ludwig De Winter (BEL) | DNF              |
| 222              | Thomas Degand (BEL)    | DNF              |
| 223              | Fabien Doubey (FRA)    | 71.              |
| 224              | Guillaume Martin (FRA) | 51.              |
| 225              | Marco Minnaard (NED)   | DNF              |
| 226              | Loïc Vliegen (BEL)     | 16.              |
| 227              | Andrea Pasqualon (ITA) | DNF              |

| Delko Marseille Provence DMP | Delko Marseille Provence DMP         | Delko Marseille Provence DMP |
| ---------------------------- | ------------------------------------ | ---------------------------- |
| Num                          | Ciclista                             | Pos                          |
| 231                          | Romain Combaud (FRA)                 | 84.                          |
| 232                          | Brenton Jones (AUS)                  | DNF                          |
| 233                          | Przemysław Kasperkiewicz (POL)       | DNF                          |
| 234                          | Alexis Guérin (FRA)                  | 50.                          |
| 235                          | Ramūnas Navardauskas (LTU) (estrada) | DNF                          |
| 236                          | Julien Trarieux (FRA)                | 77.                          |
| 237                          | Evaldas Šiškevičius (LTU)            | DNF                          |

| Israel Cycling Academy ICA | Israel Cycling Academy ICA | Israel Cycling Academy ICA |
| -------------------------- | -------------------------- | -------------------------- |
| Num                        | Ciclista                   | Pos                        |
| 241                        | Kristian Sbaragli (ITA)    | 35.                        |
| 242                        | Guillaume Boivin (CAN)     | 59.                        |
| 243                        | Clément Carisey (FRA)      | DNF                        |
| 244                        | Alexander Cataford (CAN)   | 74.                        |
| 245                        | Davide Cimolai (ITA)       | 33.                        |
| 246                        | Nathan Earle (AUS)         | 90.                        |
| 247                        | Guy Niv (ISR)              | DNF                        |

| AG2R La Mondiale ALM | AG2R La Mondiale ALM         | AG2R La Mondiale ALM |
| -------------------- | ---------------------------- | -------------------- |
| Num                  | Ciclista                     | Pos                  |
| 1                    | Oliver Naesen (BEL)          | 17.                  |
| 2                    | Julien Duval (FRA)           | DNF                  |
| 3                    | Benoît Cosnefroy (FRA)       | 7.                   |
| 4                    | Tony Gallopin (FRA)          | 25.                  |
| 5                    | Alexis Gougeard (FRA)        | DNF                  |
| 6                    | Aurélien Paret-Peintre (FRA) | 80.                  |
| 7                    | Stijn Vandenbergh (BEL)      | DNF                  |

| Astana AST | Astana AST              | Astana AST |
| ---------- | ----------------------- | ---------- |
| Num        | Ciclista                | Pos        |
| 11         | Pello Bilbao (ESP)      | 61.        |
| 12         | Davide Ballerini (ITA)  | DNF        |
| 13         | Laurens De Vreese (BEL) | 81.        |
| 14         | Jan Hirt (CZE)          | DNF        |
| 15         | Merhawi Kudus (ERI)     | DNF        |
| 16         | Jonas Gregaard (DEN)    | DNF        |

| Lotto-Soudal LTS | Lotto-Soudal LTS      | Lotto-Soudal LTS |
| ---------------- | --------------------- | ---------------- |
| Num              | Ciclista              | Pos              |
| 21               | Tiesj Benoot (BEL)    | 2.               |
| 22               | Jasper De Buyst (BEL) | DNF              |
| 23               | Stan Dewulf (BEL)     | 66.              |
| 24               | Maxime Monfort (BEL)  | DNF              |
| 25               | Brent Van Moer (BEL)  | 43.              |
| 26               | Rémy Mertz (BEL)      | DNF              |
| 27               | Tim Wellens (BEL)     | 8.               |

| EF Education First EF1 | EF Education First EF1    | EF Education First EF1 |
| ---------------------- | ------------------------- | ---------------------- |
| Num                    | Ciclista                  | Pos                    |
| 31                     | Matti Breschel (DEN)      | DNF                    |
| 32                     | Simon Clarke (AUS)        | DNF                    |
| 33                     | Tanel Kangert (EST)       | 58.                    |
| 34                     | Luis Villalobos (MEX)     | 78.                    |
| 35                     | Sacha Modolo (ITA)        | DNF                    |
| 36                     | Julius van den Berg (NED) | DNF                    |
| 37                     | Sep Vanmarcke (BEL)       | 1.                     |

| Team Jumbo-Visma TJV | Team Jumbo-Visma TJV                  | Team Jumbo-Visma TJV |
| -------------------- | ------------------------------------- | -------------------- |
| Num                  | Ciclista                              | Pos                  |
| 41                   | Pascal Eenkhoorn (NED)                | 15.                  |
| 42                   | Jos van Emden (NED)                   | DNF                  |
| 43                   | Amund Grøndahl Jansen (NOR) (estrada) | 5.                   |
| 44                   | Tom Leezer (NED)                      | DNF                  |
| 45                   | Danny van Poppel (NED)                | DNF                  |
| 46                   | Floris De Tier (BEL)                  | 30.                  |
| 47                   | Antwan Tolhoek (NED)                  | DNF                  |

| CCC Team CCC | CCC Team CCC                   | CCC Team CCC |
| ------------ | ------------------------------ | ------------ |
| Num          | Ciclista                       | Pos          |
| 51           | Josef Černý (CZE)              | DNF          |
| 52           | Łukasz Owsian (POL)            | 55.          |
| 53           | Michael Schär (SUI)            | 47.          |
| 54           | Laurens ten Dam (NED)          | DNF          |
| 55           | Greg Van Avermaet (BEL)        | 6.           |
| 56           | Guillaume Van Keirsbulck (BEL) | DNF          |
| 57           | Łukasz Wiśniowski (POL)        | 57.          |

| Bahrain-Merida TBM | Bahrain-Merida TBM        | Bahrain-Merida TBM |
| ------------------ | ------------------------- | ------------------ |
| Num                | Ciclista                  | Pos                |
| 61                 | Valerio Agnoli (ITA)      | DNF                |
| 62                 | Grega Bole (SLO)          | DNF                |
| 63                 | Feng Chun-kai (TPE)       | DNF                |
| 64                 | Iván García Cortina (ESP) | 72.                |
| 65                 | Matej Mohorič (SLO)       | 11.                |
| 66                 | Jan Tratnik (SLO)         | DNF                |

| Bora-Hansgrohe BOH | Bora-Hansgrohe BOH             | Bora-Hansgrohe BOH |
| ------------------ | ------------------------------ | ------------------ |
| Num                | Ciclista                       | Pos                |
| 71                 | Erik Baška (SVK)               | DNF                |
| 72                 | Cesare Benedetti (ITA)         | 76.                |
| 73                 | Maciej Bodnar (POL)            | DNF                |
| 74                 | Patrick Konrad (AUT) (estrada) | DNF                |
| 75                 | Oscar Gatto (ITA)              | DNF                |
| 76                 | Christoph Pfingsten (GER)      | 75.                |
| 77                 | Lukas Pöstlberger (AUT)        | 20.                |

| Dimension Data TDD | Dimension Data TDD               | Dimension Data TDD |
| ------------------ | -------------------------------- | ------------------ |
| Num                | Ciclista                         | Pos                |
| 81                 | Michael Valgren (DEN)            | 4.                 |
| 82                 | Danilo Wyss (SUI)                | 49.                |
| 83                 | Jacques Janse van Rensburg (RSA) | DNF                |
| 84                 | Giacomo Nizzolo (ITA)            | DNF                |
| 85                 | Julien Vermote (BEL)             | 82.                |
| 86                 | Roman Kreuziger (CZE)            | 41.                |
| 87                 | Ryan Gibbons (RSA)               | DNF                |

| UAE Team Emirates UAD | UAE Team Emirates UAD   | UAE Team Emirates UAD |
| --------------------- | ----------------------- | --------------------- |
| Num                   | Ciclista                | Pos                   |
| 91                    | Sven Erik Bystrøm (NOR) | 31.                   |
| 92                    | Manuele Mori (ITA)      | DNF                   |
| 93                    | Tom Bohli (SUI)         | DNF                   |
| 94                    | Simone Petilli (ITA)    | 44.                   |
| 95                    | Jasper Philipsen (BEL)  | 36.                   |
| 96                    | Jan Polanc (SLO)        | 39.                   |
| 97                    | Rory Sutherland (AUS)   | 83.                   |

| Movistar Team MOV | Movistar Team MOV             | Movistar Team MOV |
| ----------------- | ----------------------------- | ----------------- |
| Num               | Ciclista                      | Pos               |
| 101               | Carlos Barbero (ESP)          | 60.               |
| 102               | Carlos Alberto Betancur (COL) | 23.               |
| 103               | Héctor Carretero (ESP)        | DNF               |
| 104               | Richard Carapaz (ECU)         | 65.               |
| 105               | Jasha Sütterlin (GER)         | 70.               |
| 106               | Eduard Prades (ESP)           | 10.               |
| 107               | Jürgen Roelandts (BEL)        | DNF               |

| Deceuninck-Quick Step DQT | Deceuninck-Quick Step DQT   | Deceuninck-Quick Step DQT |
| ------------------------- | --------------------------- | ------------------------- |
| Num                       | Ciclista                    | Pos                       |
| 111                       | Petr Vakoč (CZE)            | 86.                       |
| 112                       | Dries Devenyns (BEL)        | DNF                       |
| 113                       | Mikkel Honoré (DEN)         | 48.                       |
| 114                       | Bob Jungels (LUX) (estrada) | 63.                       |
| 115                       | Davide Martinelli (ITA)     | DNF                       |
| 116                       | Florian Sénéchal (FRA)      | 9.                        |
| 117                       | Elia Viviani (ITA)          | 69.                       |

| Mitchelton-Scott MTS | Mitchelton-Scott MTS           | Mitchelton-Scott MTS |
| -------------------- | ------------------------------ | -------------------- |
| Num                  | Ciclista                       | Pos                  |
| 121                  | Alexander Edmondson (AUS)      | 87.                  |
| 122                  | Jack Bauer (NZL)               | 18.                  |
| 123                  | Jack Haig (AUS)                | 3.                   |
| 124                  | Michael Albasini (SUI)         | 37.                  |
| 125                  | Lucas Hamilton (AUS)           | DNF                  |
| 126                  | Matteo Trentin (ITA) (estrada) | 22.                  |
| 127                  | Robert Stannard (AUS)          | 27.                  |

| Total Direct Énergie TDE | Total Direct Énergie TDE | Total Direct Énergie TDE |
| ------------------------ | ------------------------ | ------------------------ |
| Num                      | Ciclista                 | Pos                      |
| 131                      | Thomas Boudat (FRA)      | DNF                      |
| 132                      | Mathieu Burgaudeau (FRA) | 42.                      |
| 133                      | Lilian Calmejane (FRA)   | 19.                      |
| 134                      | Perrig Quéméneur (FRA)   | DNF                      |
| 135                      | Romain Sicard (FRA)      | DNF                      |
| 136                      | Paul Ourselin (FRA)      | 85.                      |
| 137                      | Niki Terpstra (NED)      | 62.                      |

| Katusha-Alpecin TKA | Katusha-Alpecin TKA    | Katusha-Alpecin TKA |
| ------------------- | ---------------------- | ------------------- |
| Num                 | Ciclista               | Pos                 |
| 142                 | Jens Debusschere (BEL) | DNF                 |
| 143                 | Nathan Haas (AUS)      | 29.                 |
| 144                 | Marco Haller (AUT)     | DNF                 |
| 145                 | Mads Würtz (DEN)       | DNF                 |
| 146                 | Rick Zabel (GER)       | DNF                 |
| 147                 | Ilnur Zakarin (RUS)    | 46.                 |

| Vital Concept-B&B Hotels VCB | Vital Concept-B&B Hotels VCB | Vital Concept-B&B Hotels VCB |
| ---------------------------- | ---------------------------- | ---------------------------- |
| Num                          | Ciclista                     | Pos                          |
| 151                          | Bryan Coquard (FRA)          | DNF                          |
| 152                          | Arnaud Courteille (FRA)      | DNF                          |
| 153                          | Cyril Gautier (FRA)          | 21.                          |
| 154                          | Johan Le Bon (FRA)           | DNF                          |
| 155                          | Bert De Backer (BEL)         | DNF                          |
| 156                          | Quentin Pacher (FRA)         | 32.                          |
| 157                          | Kévin Réza (FRA)             | DNF                          |

| Team Ineos INS | Team Ineos INS             | Team Ineos INS |
| -------------- | -------------------------- | -------------- |
| Num            | Ciclista                   | Pos            |
| 161            | Leonardo Basso (ITA)       | 54.            |
| 162            | Filippo Ganna (ITA)        | 68.            |
| 163            | Christian Knees (GER)      | 45.            |
| 164            | Christopher Lawless (GBR)  | DNF            |
| 165            | Michał Gołaś (POL)         | 53.            |
| 166            | Diego Rosa (ITA)           | DNF            |
| 167            | Kristoffer Halvorsen (NOR) | DNF            |

| Groupama-FDJ GFC | Groupama-FDJ GFC        | Groupama-FDJ GFC |
| ---------------- | ----------------------- | ---------------- |
| Num              | Ciclista                | Pos              |
| 171              | William Bonnet (FRA)    | DNF              |
| 172              | Olivier Le Gac (FRA)    | DNF              |
| 173              | Valentin Madouas (FRA)  | 24.              |
| 174              | Rudy Molard (FRA)       | 13.              |
| 175              | Anthony Roux (FRA)      | 38.              |
| 176              | Benoît Vaugrenard (FRA) | DNF              |
| 177              | Arnaud Démare (FRA)     | 34.              |

| Arkéa-Samsic PCB | Arkéa-Samsic PCB               | Arkéa-Samsic PCB |
| ---------------- | ------------------------------ | ---------------- |
| Num              | Ciclista                       | Pos              |
| 181              | Warren Barguil (FRA) (estrada) | 12.              |
| 182              | Anthony Delaplace (FRA)        | 56.              |
| 183              | Romain Le Roux (FRA)           | 79.              |
| 184              | Alan Riou (FRA)                | DNF              |
| 185              | Laurent Pichon (FRA)           | DNF              |
| 186              | Clément Russo (FRA)            | DNF              |
| 187              | Florian Vachon (FRA)           | DNF              |

| Cofidis, Solutions Crédits COF | Cofidis, Solutions Crédits COF | Cofidis, Solutions Crédits COF |
| ------------------------------ | ------------------------------ | ------------------------------ |
| Num                            | Ciclista                       | Pos                            |
| 191                            | Loic Chetout (FRA)             | DNF                            |
| 192                            | Christophe Laporte (FRA)       | DNF                            |
| 193                            | Cyril Lemoine (FRA)            | 26.                            |
| 194                            | Anthony Perez (FRA)            | 67.                            |
| 195                            | Pierre-Luc Périchon (FRA)      | 28.                            |
| 196                            | Marco Mathis (GER)             | DNF                            |
| 197                            | Julien Simon (FRA)             | 52.                            |

| Team Sunweb SUN | Team Sunweb SUN              | Team Sunweb SUN |
| --------------- | ---------------------------- | --------------- |
| Num             | Ciclista                     | Pos             |
| 201             | Asbjørn Kragh Andersen (DEN) | DNF             |
| 202             | Søren Kragh Andersen (DEN)   | DNF             |
| 203             | Jan Bakelants (BEL)          | 40.             |
| 204             | Roy Curvers (NED)            | DNF             |
| 205             | Michael Matthews (AUS)       | 14.             |
| 206             | Joris Nieuwenhuis (NED)      | 88.             |
| 207             | Louis Vervaeke (BEL)         | 73.             |

| Trek-Segafredo TFS | Trek-Segafredo TFS     | Trek-Segafredo TFS |
| ------------------ | ---------------------- | ------------------ |
| Num                | Ciclista               | Pos                |
| 211                | Fumiyuki Beppu (JPN)   | DNF                |
| 212                | Nicola Conci (ITA)     | 64.                |
| 213                | Koen de Kort (NED)     | 89.                |
| 214                | Fabio Felline (ITA)    | DNF                |
| 215                | Alex Frame (NZL)       | DNF                |
| 216                | Matteo Moschetti (ITA) | DNF                |
| 217                | William Clarke (AUS)   | DNF                |

| Wanty-Gobert WGG | Wanty-Gobert WGG       | Wanty-Gobert WGG |
| ---------------- | ---------------------- | ---------------- |
| Num              | Ciclista               | Pos              |
| 221              | Ludwig De Winter (BEL) | DNF              |
| 222              | Thomas Degand (BEL)    | DNF              |
| 223              | Fabien Doubey (FRA)    | 71.              |
| 224              | Guillaume Martin (FRA) | 51.              |
| 225              | Marco Minnaard (NED)   | DNF              |
| 226              | Loïc Vliegen (BEL)     | 16.              |
| 227              | Andrea Pasqualon (ITA) | DNF              |

| Delko Marseille Provence DMP | Delko Marseille Provence DMP         | Delko Marseille Provence DMP |
| ---------------------------- | ------------------------------------ | ---------------------------- |
| Num                          | Ciclista                             | Pos                          |
| 231                          | Romain Combaud (FRA)                 | 84.                          |
| 232                          | Brenton Jones (AUS)                  | DNF                          |
| 233                          | Przemysław Kasperkiewicz (POL)       | DNF                          |
| 234                          | Alexis Guérin (FRA)                  | 50.                          |
| 235                          | Ramūnas Navardauskas (LTU) (estrada) | DNF                          |
| 236                          | Julien Trarieux (FRA)                | 77.                          |
| 237                          | Evaldas Šiškevičius (LTU)            | DNF                          |

| Israel Cycling Academy ICA | Israel Cycling Academy ICA | Israel Cycling Academy ICA |
| -------------------------- | -------------------------- | -------------------------- |
| Num                        | Ciclista                   | Pos                        |
| 241                        | Kristian Sbaragli (ITA)    | 35.                        |
| 242                        | Guillaume Boivin (CAN)     | 59.                        |
| 243                        | Clément Carisey (FRA)      | DNF                        |
| 244                        | Alexander Cataford (CAN)   | 74.                        |
| 245                        | Davide Cimolai (ITA)       | 33.                        |
| 246                        | Nathan Earle (AUS)         | 90.                        |
| 247                        | Guy Niv (ISR)              | DNF                        |